# Далі (емірат)
Емірат Далі (араб. إمارة الضالع Amirat ad-Dali`) — арабська держава, що існувала на території нинішньої мухафази Ад-Далі в Південному Ємені (з XVI століття до 1967). На чолі емірату стояла династія Аль-Амірі.

## Історія емірату
Ядром емірату Далі було південно-аравійське плем'я Амірі, яке до XVIII століття знаходилося під владою зейдитських імамів Сани. На межі XVIII–XIX століть шейх Амірі прийняв титул аміра Далі. До складу емірату входило васальне племінне шейхство Аль-Кутайба, яке контролювало перехід через гірський хребет Радфан.
У 1904 емірат увійшов до складу британського Протекторату Аден. В еміраті був розміщений англійський гарнізон.
У 1944 амір Далі Насир I бін Шаїф змушений підписати з Великою Британією договір, що передбачає призначення при ньому посади британського радника, контролюючого внутрішню політику аміра. Крім того, англійці отримали право на будівництво військово-повітряної бази та військового училища (в середньому, на 50 учнів).
11 лютого 1959 емірат Далі разом із ще п'ятьма єменськими монархіями увійшов до складу заснованої британцями Федерації Арабських Еміратів Півдня, у 1962 перетвореної в Федерацію Південної Аравії.
Монархія скасована в 1967, а територія емірату увійшла до складу Народної Республіки Південного Ємену.

## Аміри Далі
- ?-? Шафауль Iаль-Амірі
- ?-? 'Ахмад ' бін Шафауль аль-Амірі
- ?-? Хасанбін Ахмад аль-Амірі
- ?-? АБЛ аль-Хадібін Хасан аль-Амірі
- 1839?-? Мусаїдбін Хасан аль-Амірі
- ?-1872 Шафауль IIбін АБЛ аль-Хаді аль-Амірі
- 1872–1873 Алі Iбін Мукбіл аль-Амірі
- 1873-12.1873 Мухаммадбін Мусаїд аль-Амірі
- 01.1874-1874 Алі Iбін Мукбіл аль-Амірі
- 1874–1878 Абдаллахбін Мухаммад аль-Амірі
- 1878–1886 Алі Iбін Мукбіл аль-Амірі
- 1886–1911 Шаїфбін Сайф аль-Амірі
- 1911–1920 Насир Iбін Шаїф аль-Амірі
- 1920–1928 Хайдарабін Насир аль-Амірі
- 1928–1947 Насир Iбін Шаїф аль-Амірі
- 1947–1954 Алі IIбін Алі аль-Амірі
- 1954-17.08.1967 Шафауль III бін Алі аль-Амірі